# Lieven Willemsz van Coppenol
Lieven Willesmsz van Coppenol (Leyde, 1598 - Amsterdam, c. 1667) est un calligraphe néerlandais, relativement peu connu pour ses œuvres, mais plus pour les portraits que Rembrandt a gravés de lui et pour les pièces que plusieurs poètes lui ont dédié.

## Biographie
Ses grands parents se sont établis à Haarlem vers 1579 après avoir fui les Pays-Bas espagnols peu avant la scission d’avec les Provinces-Unies. Son père était instituteur dans cette ville (il tenait une « françoysche school »). Lieven fut principal de l'école française d’Amsterdam, située sur le Singel. Marié d’abord à Mayke Theunisdr, il se remaria avec Grietje Andriesdr après le décès de sa première femme, en 1643. Sa seconde femme mourut en 1661 ; il eut ensuite une liaison avec Jannetje Blocq. Il lui fit promesse de mariage mais rompit ses vœux ; celle-ci obtient réparation devant les tribunaux et il fut contraint de l’épouser à l'âge de soixante-dix ans, en 1667. Il mourut peu après.
En 1650, une dépression l’empêcha de poursuivre son métier d’instituteur et il se consacra dès lors exclusivement à la calligraphie, et s’attacha à obtenir dans cette pratique une renommée qui était quelque peu surfaite. Il se fit portraiturer deux fois par Rembrandt et une fois par Cornelis Visscher, et entretint avec des lettrés (parmi lesquels Constantijn Huygens en 1655, Joost van den Vondel et Jacob Cats) une correspondance pour que ceux-ci lui dédient des pièces de vers. Le sculpteur Artus Quellinus (1609-1668) a fait de lui un buste en marbre.
D'après un poème de Jooast van den Vondel écrit en 1658, il est possible que Coppenol ait reçu le Prix de la plume couronnée, qui récompensait le gagnant d'une compétition de calligraphes flamands et néerlandais.
La maladie mentale de Coppenol ne l’a pas empêché d’être chargé de travaux calligraphiques, par exemple des copies de poèmes de Vondel ou de Huygens destinés au maire d’Amsterdam.

## Portraits et buste

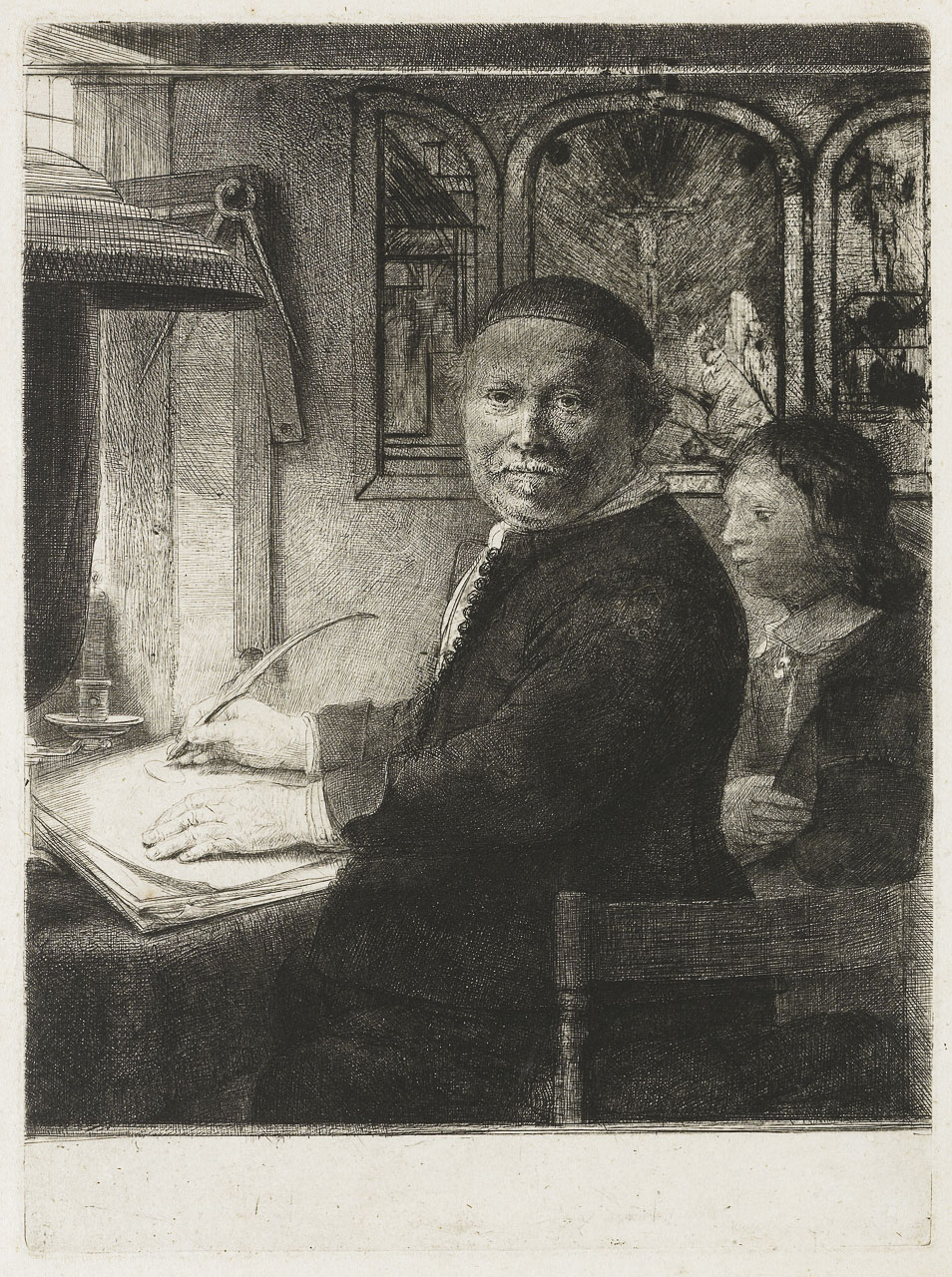
Portrait gravé de Coppenol par Rembrandt, dit « la petite planche » ou « le petit Coppenol », ca. 1658

- Dessin préparatoire de Rembrandt pour le portrait de Coppenol dit « petite planche ». Budapest, Musée des Beaux-Arts. Voir ici.
- Portrait gravé de Coppenol par Rembrandt, dit « la petite planche », 1653. Il est représenté assis, dessinant un cercle sur une feuille, regardant le peintre et derrière lui son petit-fils Antonius. Cette gravure existe en plusieurs états. Sur eux et sur la signification du cercle parfait comme symbole d’excellence des calligraphes, voir Broos 1971.
- Portrait de Coppenol peint par Rembrandt, préparatoire à la grande planche. Voir ici.
- Portrait gravé de Coppenol par Rembrandt, inversé par rapport à la peinture préparatoire, dit « la grande planche », 1658. Il est représenté assis, tenant une planche dans la main droite et une grande feuille carrée de la main gauche.
- Gravure par Cornelis Visscher montrant Coppenol assis, une plume dans la main droite, le bras levé. Datée 1658. Voir  ici.

## Œuvres

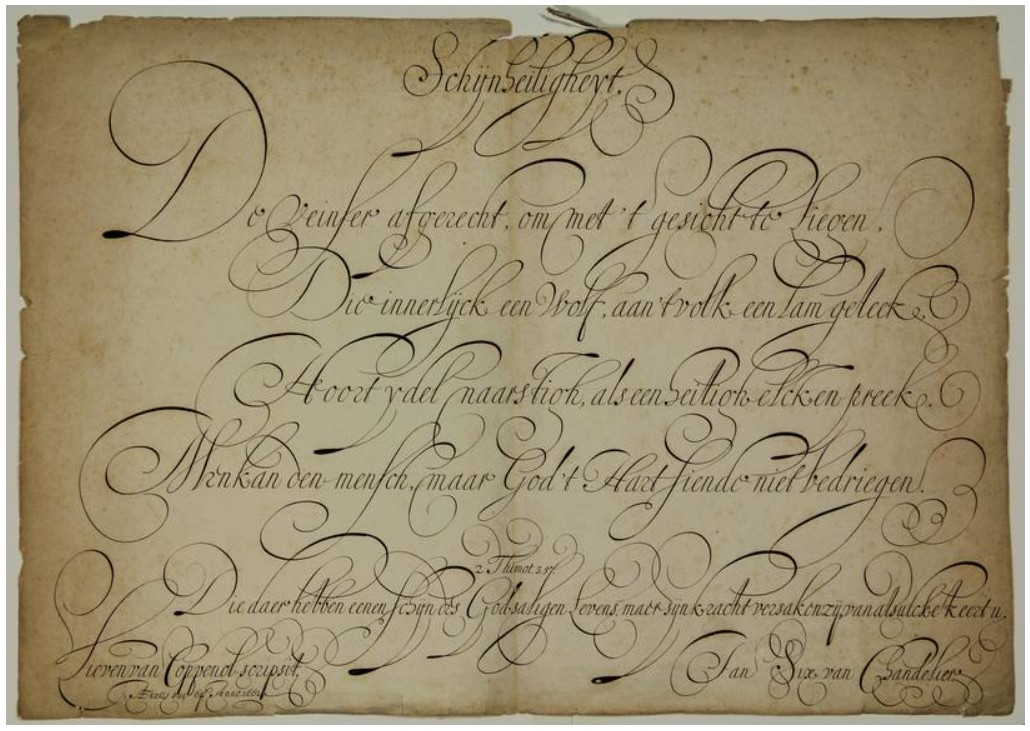
Specimen caligraphique par Coppenol, 1662.

En 1618 et 1619, Coppenol a gravé les planches de deux recueils d’exemples calligraphiques, le premier de George de Carpentier et le second de Jan Van de Velde l'Ancien :
- Exemplaer-boeck inhoudende d'aldergebruyckelyckste geschriften; Door Georgium de Carpentier Fransoysche schoolm[eester] ordinaris der stadt Hoorn. In coper gesneden door Lieven Willemsz Coppenol... Amsterdam : 1618. 12 f. 4° oblong. Amsterdam, Rijksprentenkabinet, Strasbourg BNU, Anvers EHC. Réimprimé à la Haye en 1640.
- Vlieghende capitalen ofte voorletteren, dienende tot behulp ende voorderinghe van alle schoolmeesters ende beminders der pennen. Wytghegheven door Jan vanden Velde, Francoysche Schoolm[eester] binnen de wÿtberoemde en konstrÿcke stadt Haerlem, Ende int koper ghesneden door M. Lieven Willems Koppenol Francoysche Schoolm[eester] binne Amsterd. Anno 1619. London BM. Voir une [page https://www.britishmuseum.org/research/collection_online/collection_object_details/collection_image_gallery.aspx?assetId=59798&objectId=761752&partId=1 ici].

Par ailleurs, on a de lui plusieurs exemples manuscrits, quelques lettres, quelques inscriptions sur des album amicorum, classés ici par ordre chronologique :
- Poème en néerlandais de Jacob Heyblocq, 1619. 1 f., papier. Londres BM : 1848,0911.147.++  Voir ici
- Lettre de jeunesse à son père, lui offrant cette pièce comme preuve de ses progrès (vers 1620 ?). 1 f. Cat. Muller 1873, n° 48.
- Lettre de Hermannus Vaget à Coppenol, Hamburg, 1628-1629. Papier, 2 f. Amsterdam UB.
- Lettre à un protecteur, 1632. 1 f. Cat. Muller 1673 n° 49.
- Lettre de Crispin de Passe à Coppenol, 4 février 1639. La Haye KB : 73 D 27. Prov. coll. Muller, 1875.
- Sentences et poèmes, 1643. 1 f. Cat. Muller 1673 n° 51.
- Un exemple calligraphique daté 1646 inclus dans un recueil d’exemples essentiellement consacré à Jan Van de Velde l'Ancien. 34 f. La Haye KB : 132 E 3.
- Lettre d’Arnold Möller (1581-1655) à Coppenol (vers 1620-1655). La Haye KB : 424 B 4.
- Sentences et poèmes, 1651. 1 f. Cat. Muller 1673 n° 50.
- Poème calligraphié, sur papier, 1 f. incipit : Ghelÿck de roest het...  Lieven van Coppenol scripsit / Anno 1653. Londres BM : 1854,0614.295. Voir ici
- Proverbe de Salomon calligraphié, 1654. 1 f., papier. Londres BM : S.6061. Voir ici
- Sentences et poèmes, 1655. 1 f. Cat. Muller 1673 n° 52.
- Sentences et poèmes, 1657. 1 f. Cat. Muller 1673 n° 53.
- Sentences et poèmes, 1657. 1 f. Cat. Muller 1673 n° 54.
- Lettre de Bruno Henrick (1617-1664) à Coppenol, 1657. Papier, 3 f. Amsterdam UB.
- Deux inscriptions sur les pages 178 et 179 de l’album amicorum de Jacob Heyblocq (1623-1690), en 1658. Voir ici et ici.
- Epreuve de calligraphie, 1662, 1 f. La Haye KB : 135 G 7. Sur un poème de Henrick Bruno (1617-1664).
- Sentences et poèmes, 1661. 1 f. Cat. Muller 1673 n° 57.
- Poème de Jan Six van Chandelier calligraphié par Coppenol, 1662. Papier, 1 f. Dans le commerce en 2013.
- Plighten van een oprecht Christe, par J. Verlaen. Poème manuscrit, 1 f. Cat. Muller 1673 n° 55.
- Op den Aerdt- en Hemelcloot in’t Stadhuys tot Amstelredam, par Constantijn Huygens. 1 f., 1657. Cat. Muller 1873 n° 56.
- Un exemple inclus dans un recueil de 92 feuillets. Chicago NL : Wing MS oversize ZW 7391 .001m.